# Centuriazione del territorio di Villadose

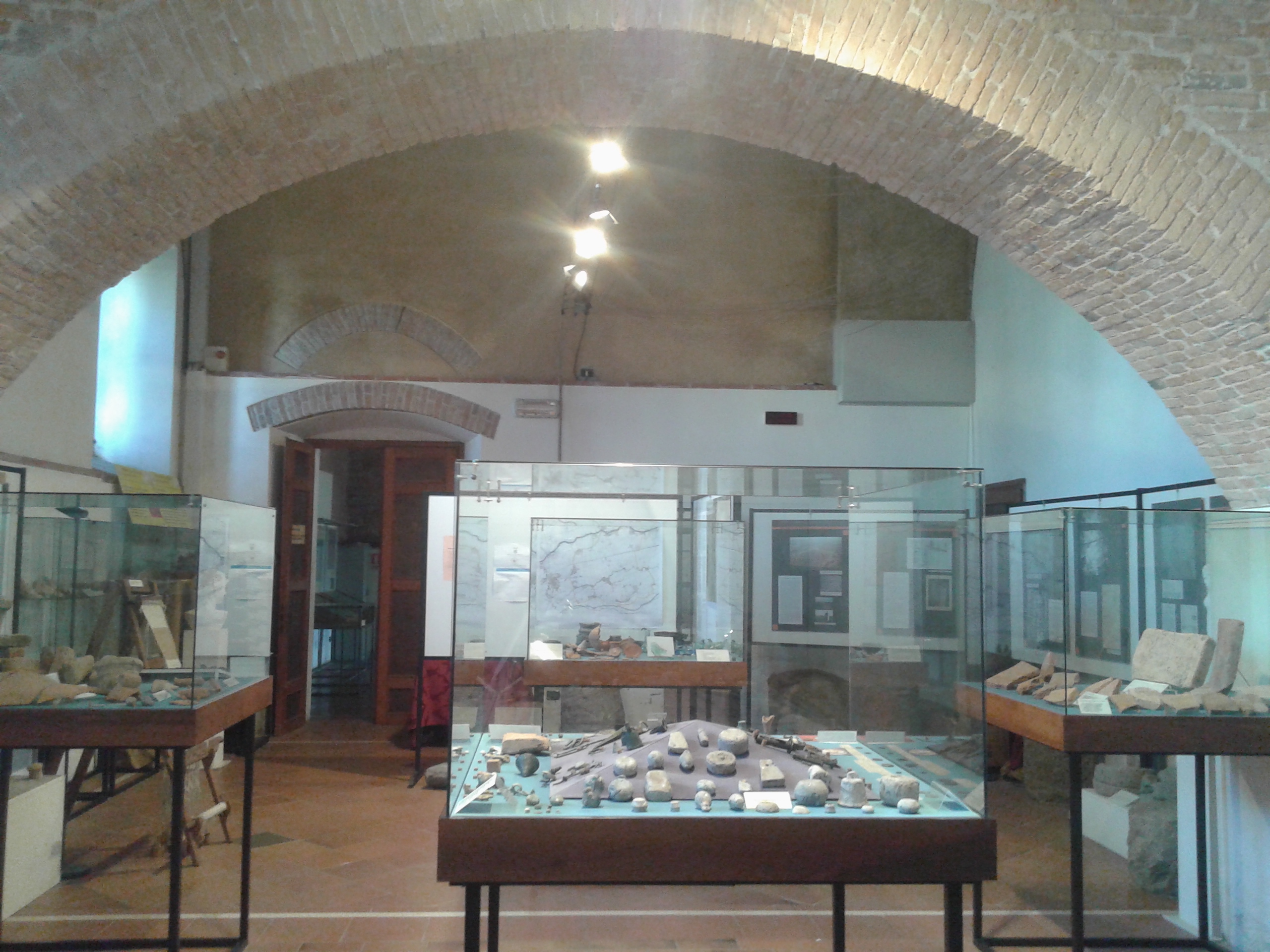
Mostra archeologica sulla centuriazione romana a Villadose.

La centuriazione del territorio di Villadose fu un sistema di organizzazione del territorio agricolo, che si caratterizzava per una regolare disposizione, secondo un reticolo ortogonale, di strade, canali e appezzamenti agricoli destinati all'assegnazione a nuovi coloni, di sovente militari a riposo, in epoca romana. Questo sistema svolse un ruolo importante sotto il punto di vista economico e sociale, permettendo una penetrazione militare più agevole, il mantenimento dei traffici con tutto l'impero e la difesa dei territori conquistati. 
Le ricerche di superficie del Gruppo Archeologico di Villadose hanno reso possibile l'individuazione di 108 siti archeologici nel Comune di Villadose, dove sono stati raccolti materiali che ricostruiscono la storia della centuriazione attribuibile a Municipio romano di Adria. I reperti oggi conservati presso il Museo della centuriazione romana (Villadose) hanno dimostrato che il territorio è stato abitato dal II secolo a.C. al IV dopo.

## Individuazione della zona della centuriazione romana nel territorio
Nel 1968 l'attento esame di fotografie aeree sul territorio ha portato all'individuazione di una vasta area centuriata delimitata dai due paleoalvei del Po; un primo ramo che da Rovigo si dirigeva verso nord corrisponde all'attuale strada provinciale SP3 arteria stradale che congiunge il capoluogo polesano a San Martino di Venezze attraversando le frazioni di Sarzano e Mardimago, l'altro che diretto a sud coincideva con il tracciato stradale che da Sant'Apollinare porta a Ceregnano, per un'estensione totale di circa 250 km². Un altro importante paleoalveo è quello dell'Adigetto che, secondo gli esperti, poteva costituire un terzo ramo del Po o un ramo meridionale dell'Adige. 
L'area centuriata, stretta attorno ai due paleoalvei del Po, è caratterizzata dalla presenza di un imponente tracciato stradale, attualmente scomparso e visibile solamente dall'alto grazie alle tracce dei due fossati laterali che hanno lasciato un binario rettilineo visibile sul terreno arato e sulle colture. Questa strada è stata identificata come il decumano massimo ed è stata convenzionalmente chiamata "Via di Villadose". Tale scoperta si deve a Rodolfo Peretto, che nel 1968 ha ipotizzato per primo la presenza di una suddivisione agraria in epoca romana. Il cardine massimo non è ancora stato identificato, tuttavia sono riconoscibili molti tratti di limites secondari larghi circa 7,5 metri, che determinavano l'orientamento della centuriazione.
Solo in un secondo momento gli studi di Camillo Corrain, Raffaele Peretto, Pierluigi Tozzi ed Enrico Zerbinati hanno potuto dare conferma dell'esistenza di una vasta centuriazione attribuibile al municipio romano di Adria, un sistema che si afferma in Polesine come un ritrovamento di primaria importanza.
È interessante notare come all'incrocio dei limites venissero eretti piccoli templi per il culto degli dei, edifici sacri o cippi in pietra o legno detti “termini” sui quali venivano incise le coordinate della centuriazione, relative alla posizione del decumano e del cardine massimo. Ancora oggi è possibile notare la presenza di edifici sacri, che in epoca romana costituivano il punto di incontro dei limites (ne è un esempio il capitello dedicato alla Madonna, posto lungo l'alveo dell'Adigetto, non distante dal centro di Villadose).

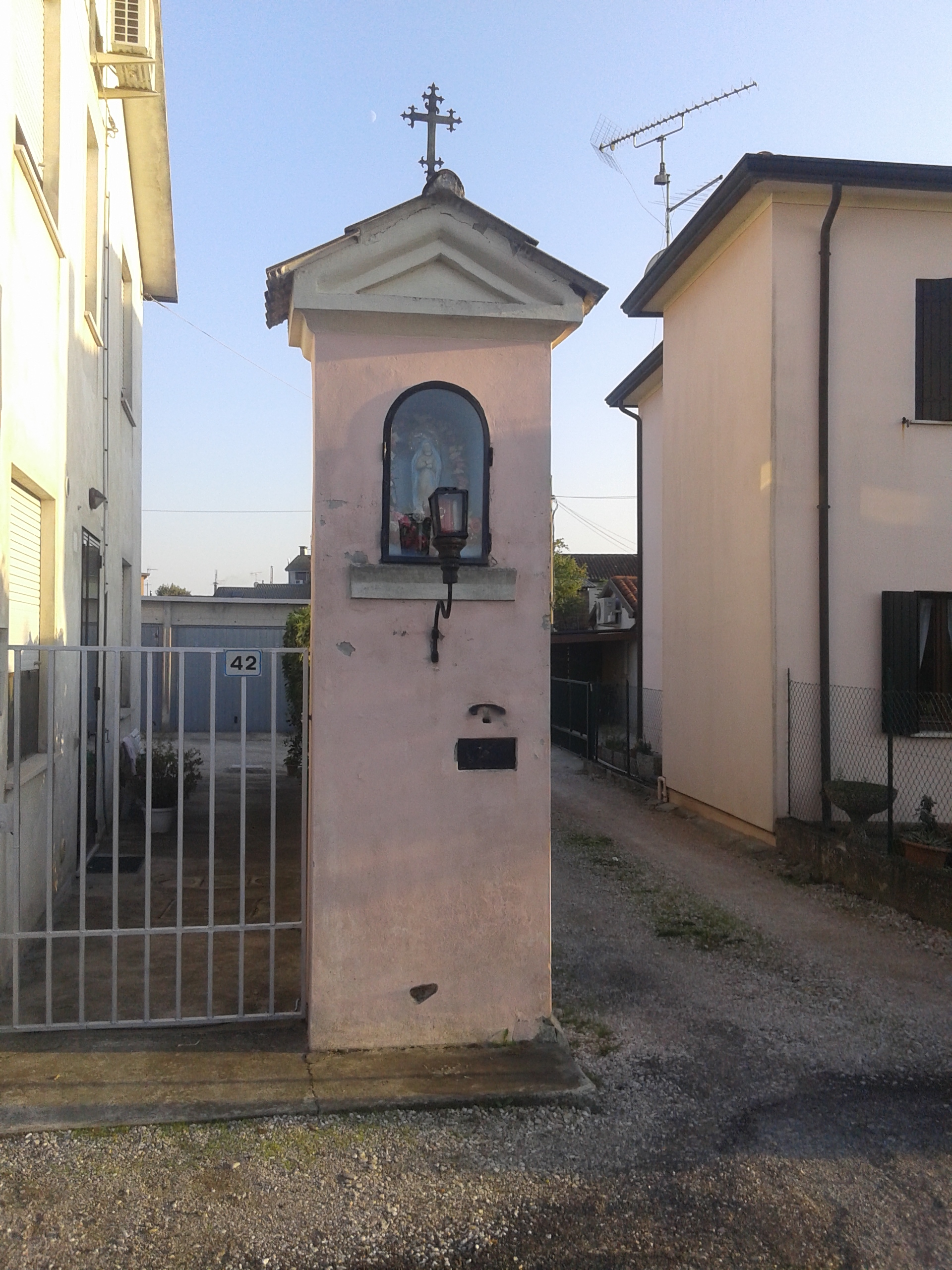
Capitello dedicato alla Madonna, posto lungo l'alveo dell'Adigetto, non distante dal centro del Comune di Villadose

Questo insieme di reticoli e corsi d'acqua perpendicolari tra loro delimitavano grandi quadrati di terreno di circa 720 metri di lato, chiamati centurie. Il termine deriva dalla suddivisione del terreno in 100 parti uguali, assegnate in seguito a 100 coloni. Si riconoscono principalmente due tipi di assegnazione: l'assegnazione coloniale, che avveniva per finalità militari - strategiche, a difesa di un territorio appena conquistato nell'ambito di colonie viste come comunità amministrative; l'assegnazione viritana, notevolmente diffusa nella Pianura Padana, consisteva nell'assegnazione dei terreni a ex militari, giuridicamente e amministrativamente dipendenti da Roma.
Le centuriazioni si sono diffuse in vaste aree dell'impero romano, ed il loro reticolo si è impresso nel paesaggio agrario di molte regioni, costituendo una delle testimonianze archeologiche più imponenti della civiltà romana. Questo fenomeno ha avuto un'importanza decisiva per Roma sia sotto il punto di vista economico, sia sotto il punto di vista sociale, aggregando in questo modo le popolazioni indigene dei territori conquistati, e offrendo una sistemazione ai soldati alla fine del servizio.
Visti i numerosi insediamenti è ipotizzabile che la maggior parte del territorio fosse coltivata, tuttavia non è escluso che nella centuriazione vi fossero aree paludose e boschive, che necessitavano di una radicale ristrutturazione del territorio con lavori di bonifica, disboscamento, opere idrauliche e costruzioni di insediamenti rurali. Rendendo in questo modo i territori abitabili e facendoli coltivare da popolazioni amiche, i Romani riuscivano a difendere i territori conquistati. Grazie a questo sistema di organizzazione del territorio e soprattutto alla realizzazione di questa imponente rete stradale, i Romani garantirono una penetrazione militare più agevole e il mantenimento dei traffici con tutto l'impero. 
Per realizzare questo sistema di centuriazione, i Romani si servivano di strumenti tecnici particolari. Il principale strumento impiegato dagli agrimesores, ovvero dai tecnici designati alla suddivisione del territorio, era la groma. Questo strumento si componeva di una croce a quattro bracci, alla quale venivano appesi dei fili di piombo. A sua volta la croce veniva collegata a un'asta di sostegno tramite un braccio che consentiva di guardare due fili a piombo opposti senza l'ostacolo dell'asta di supporto. La precisione tecnica dello strumento permetteva di delineare sul terreno tracciati rettilinei e angoli retti.

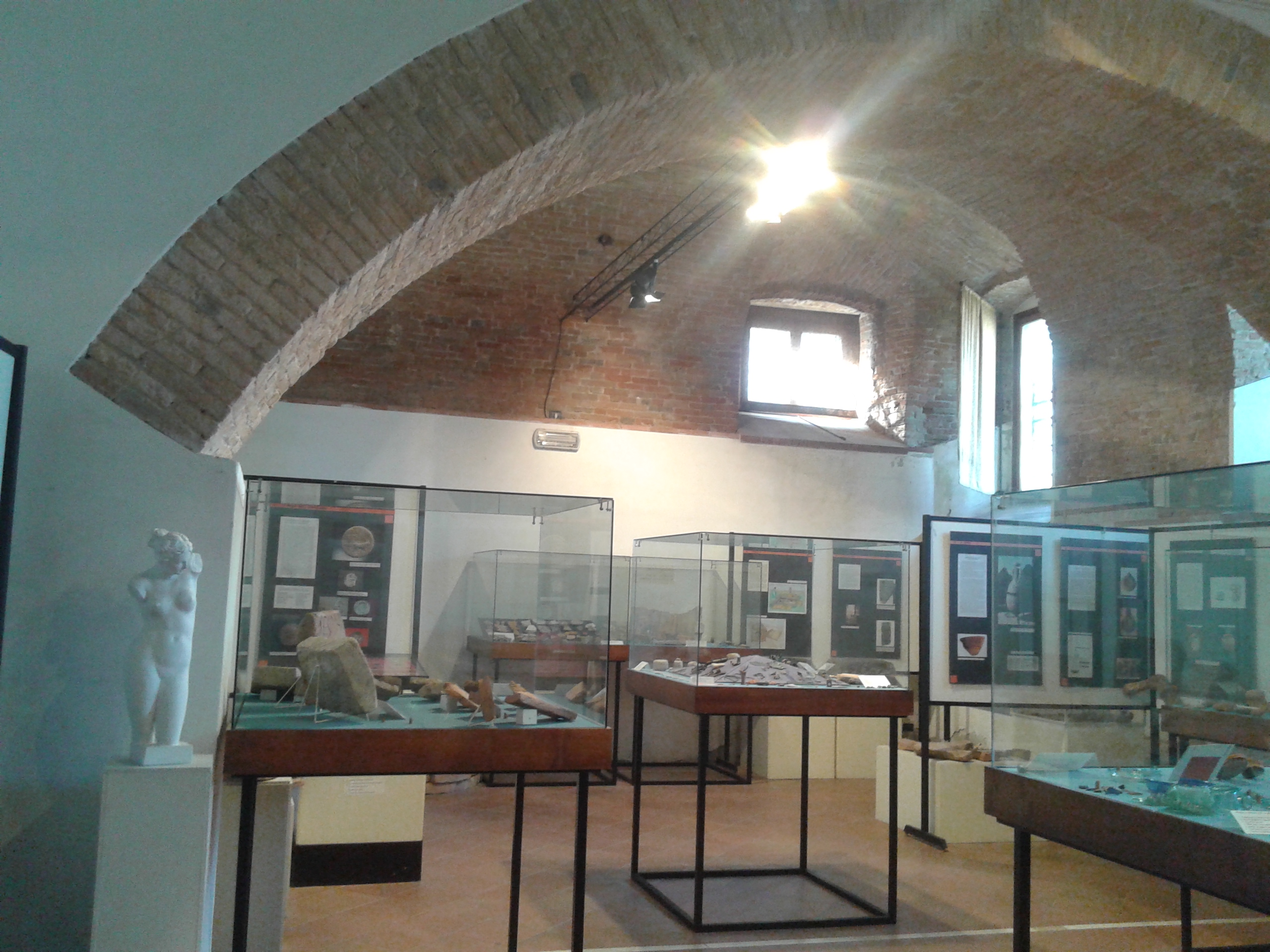
Entrata mostra archeologica di villadose

## Gruppo Archeologico di Villadose

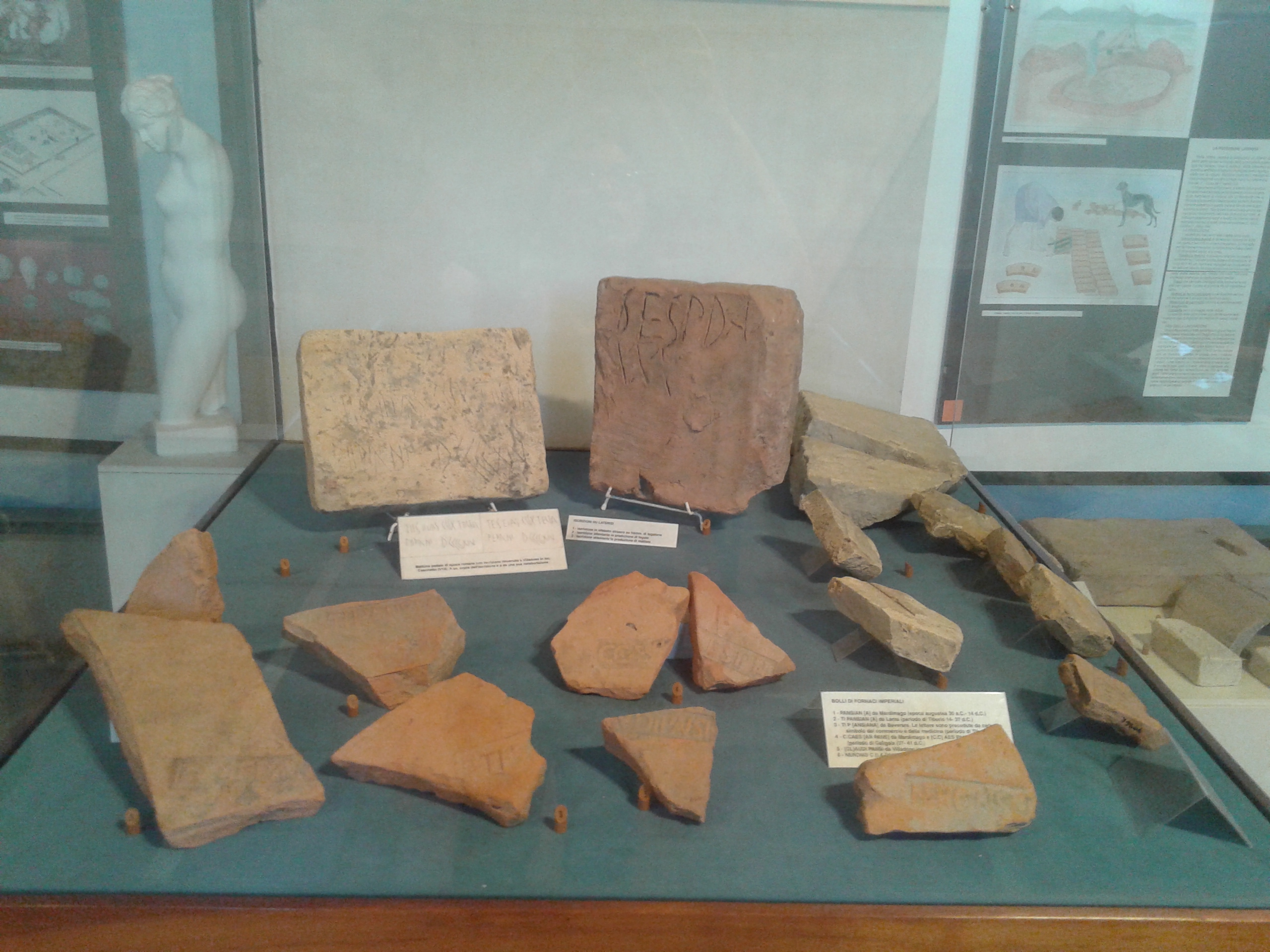
Incisioni che indicano l'orientamento della centuriazione

La ricerca di superficie costituisce un ottimo strumento di indagine: il Gruppo Archeologico di Villadose (GAV) sta conducendo dal novembre 1988 una ricerca di superficie sulla parte più occidentale dell'agro adriese allo scopo di ricostruire la storia globale in tutti i suoi aspetti e di individuarne tutti i siti datati in epoca romana. Fino ad oggi sono stati individuati nel Comune di Villadose ben 108 siti archeologici, e nella maggior parte di questi sono stati raccolti materiali lasciati dai veneti antichi all'inizio del II secolo. 
I materiali più rinvenuti sono i frammenti di mattoni, tegoloni, di pietra per uso edilizio.
Oltre a questi laterizi, sono stati ritrovati anche frammenti di contenitori (anfore, recipienti utilizzati in cucina realizzati in ceramica ed in pasta grigia, recipienti metallici in bronzo o in rame), pesi da telaio, e manufatti in argilla di forma troncopiramidale usati per la tessitura (decorati, iscritti o bollati). Questi manufatti costituiscono una valida documentazione delle attività quotidiane degli antichi coloni della centuriazione.
In particolare sono stati ritrovati campanelli, pesi da bilancia in piombo e bronzo, attrezzi agricoli in ferro, anelli, bracciali, chiavi, chiodi ecc. mentre tra i manufatti non metallici ricordiamo le pedine da gioco, perline in pasta vitrea, biglie, dadi da gioco ecc. Il ritrovamento delle monete nel territorio centuriato forniscono alcune importanti informazioni riguardo alla circolazione del denaro, e per comprendere il periodo durante il quale è stata abitata l'area centuriata. Sono stati individuati anche ossa di animali (bovini, ovini, maiali) ma anche frammenti di ossa combuste degli antichi coloni cremati. Sono stati individuati anche cinque cippi cilindrici in pietra usati per l'orientamento nella centuriazione (cippi gromatici).

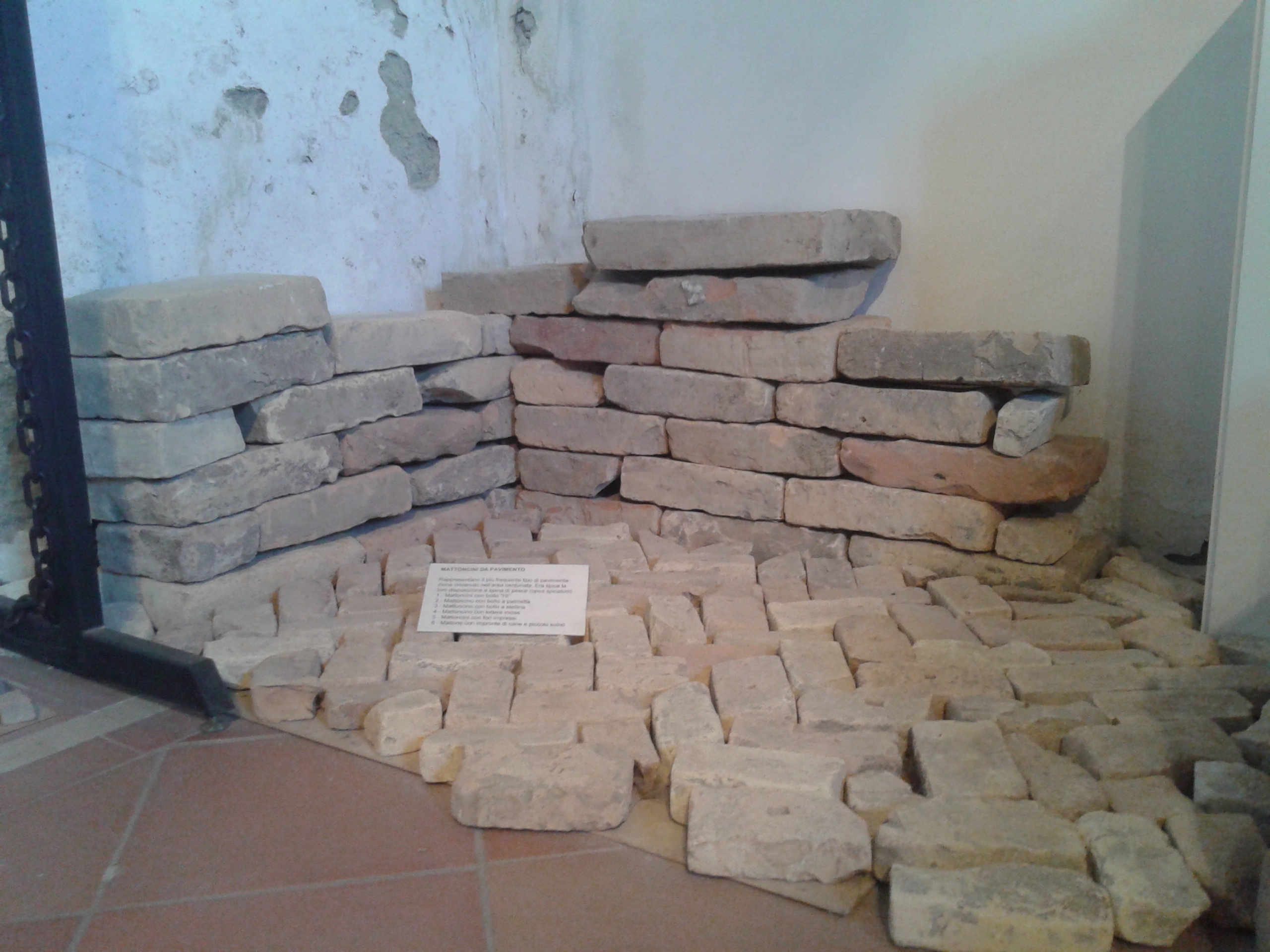
Ricostruzione di porzione di pavimentazione
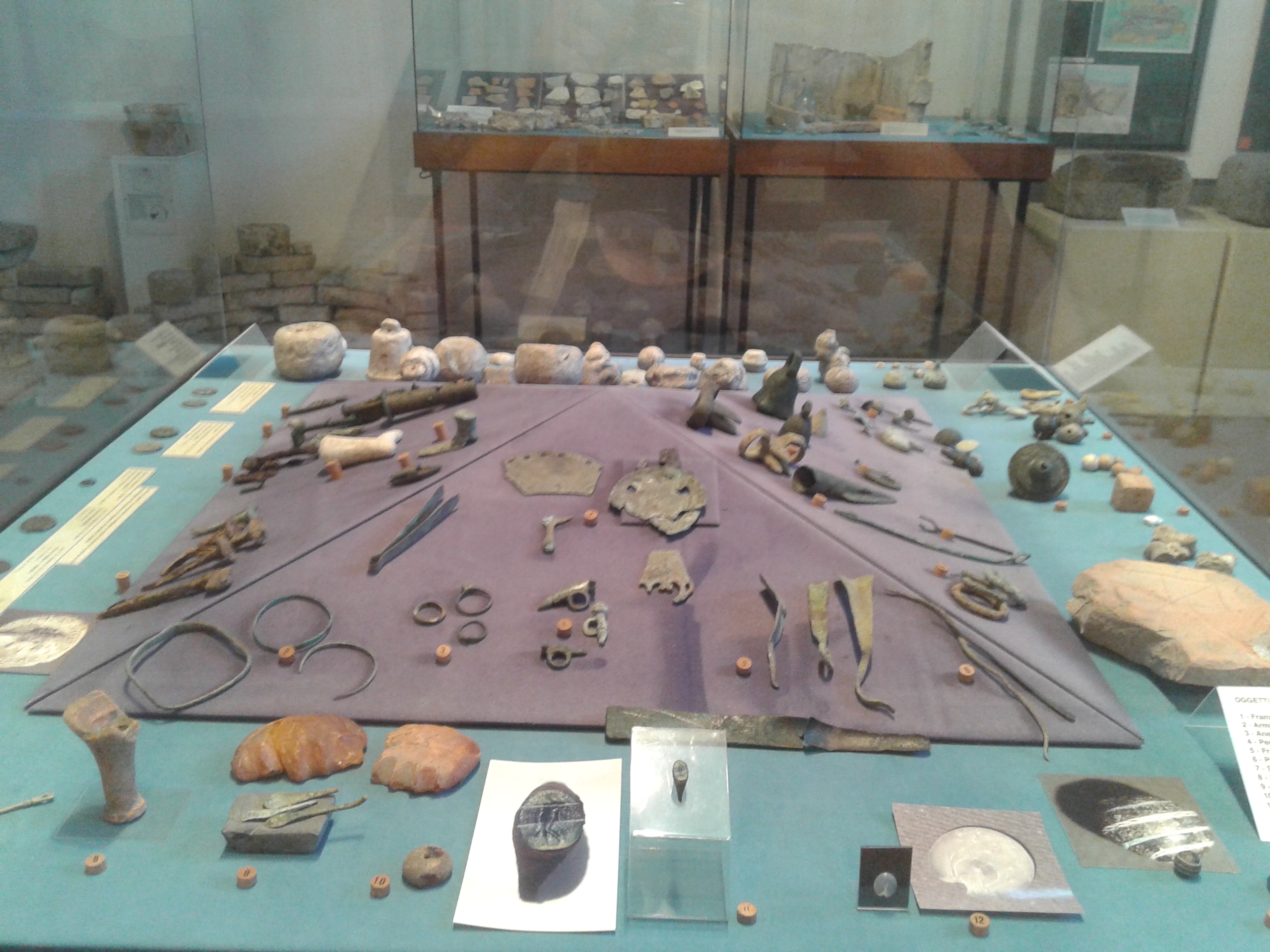
Manufatti degli antichi coloni della centuriazione
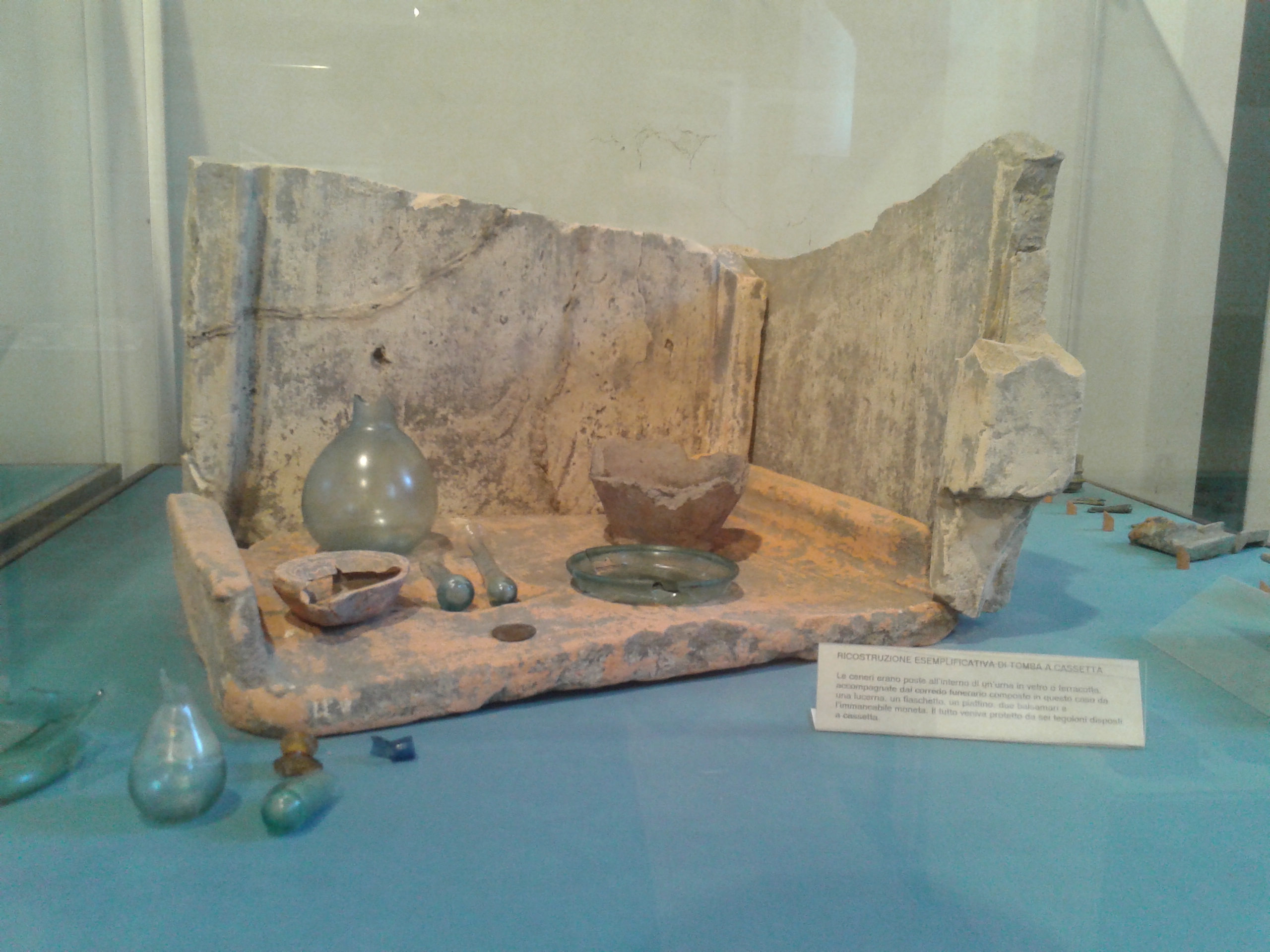
Riproduzione di sepoltura di cremato, con materiali ritrovati in superficie